# Associació Nacional (Japó, 1892)
L'Associació Nacional (国民協会, Kokumin Kyōkai) fou una organització i partit polític del Japó. Actiu a mitjans de l'era Meiji, el partit també fou conegut com a Societat Política Nacional (国民政社, Kokumin Seisha) i Club de Diputats (議院倶楽部, Giin Kurabu). La formació defensava l'oligarquia Meiji (i per tant, la Restauració Meiji) des d'una posició nacionalista i monàrquica, sent considerat un partit oficialista o pro-governamental, ja que molts dels seus membres ho eren també del gabinet i pròxims a l'Emperador.
Encapçalats per Jūdō Saigō i Yajirō Shinagawa, els defensors nacionalistes del Primer Ministre Masayoshi Matsukata i del seu govern van crear l'Associació Nacional al juny de 1892. El partit defensava l'expansió de l'exèrcit i la industrialització del país. Cap al 1893 el partit ja tenia 68 membres a la Dieta Imperial. Va començar com un partit relativament crític amb el govern de Hirobumi Itō, però amb el temps, passà a fer-li oposició completament.
El partit va aconseguir 35 escons a la Cambra de Representants a les eleccions generals de març de 1894, els quals baixarien a 32 a les eleccions generals de setembre del mateix any. Cap al 1897, les baixes al partit havien deixat aquest amb només 23 parlamentaris i, tot i guanyar 29 escons a les eleccions generals de març de 1898, a les següents generals d'agost del mateix any només obtingué 21 escons. L'any 1899 el partit fou finalment dissolt i succeït pel Partit Imperial.